# Кхокхуай (лаосский)

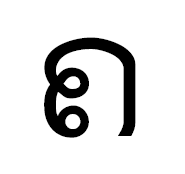

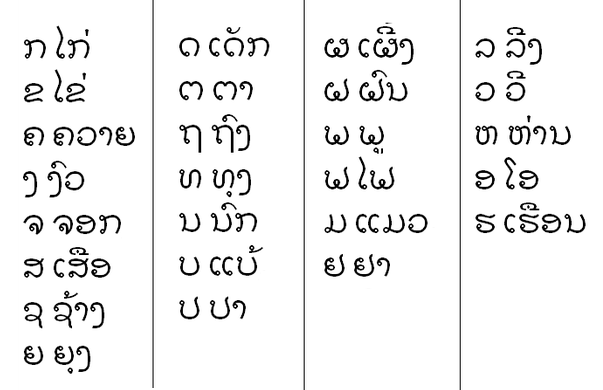
Алфавит

Кхокхуай (буйвол) — третья буква лаосского алфавита, в тайском алфавите соответствует букве кхокхуай, обозначает придыхательный глухой велярный взрывной согласный и является напарником буквы верхнего класса кхокхай. В слоге может быть только инициалью, относится к согласным аксонтам (нижний класс), может образовать слоги, произносимые 2-м, 3-м, 4-м  и 6-м тоном.